# 界头镇
界头镇，是中华人民共和国云南省保山市腾冲市下辖的一个镇。

## 行政区划
界头镇下辖以下地区：
界头社区村、新华村、清水河村、永胜村、永安社区村、早三村、东华村、中坪村、新大街村、石墙村、中牌村、顺河村、大园子村、张家营村、沙坝地村、白果村、新庄村、永乐村、西山村、水箐村、界明村、桥头村、高黎村、贡山村、大营村、黄家寨村、周家坡村和大塘村。

## 中国传统村落
2013年8月，新庄村、石墙村被评为第二批中国传统村落。